# Fougères Communauté
Die Fougères Communauté ist ein ehemaliger französischer Gemeindeverband mit der Rechtsform einer Communauté de communes im Département Ille-et-Vilaine in der Region Bretagne. Der Gemeindeverband wurde am 31. Dezember 2001 gegründet und bestand aus 18 Gemeinden. Der Verwaltungssitz befand sich im Ort La Selle-en-Luitré.

## Historische Entwicklung
Mit Wirkung vom 1. Januar 2017 fusionierte der Gemeindeverband mit der Louvigné Communauté und bildete so die Nachfolgeorganisation Fougères Agglomération.

## Ehemalige Mitgliedsgemeinden
1. Beaucé
2. Billé
3. La Chapelle-Janson
4. Combourtillé
5. Dompierre-du-Chemin
6. Fleurigné
7. Fougères
8. Javené
9. Laignelet
10. Landéan
11. Lécousse
12. Le Loroux
13. Luitré
14. Parcé
15. Parigné
16. Romagné
17. Saint-Sauveur-des-Landes
18. La Selle-en-Luitré